# Masanori Tokita
Masanori Tokita (24. juni 1925 - 5. marts 2004) var en japansk fodboldspiller.

## Japans fodboldlandshold
| Japans landshold | Japans landshold | Japans landshold |
| År               | Kmp              | Mål              |
| ---------------- | ---------------- | ---------------- |
| 1951             | 3                | 1                |
| 1952             | 0                | 0                |
| 1953             | 0                | 0                |
| 1954             | 3                | 1                |
| 1955             | 1                | 0                |
| 1956             | 2                | 0                |
| 1957             | 0                | 0                |
| 1958             | 0                | 0                |
| 1959             | 3                | 0                |
| Total            | 12               | 2                |